# Prykordonne
Prykordonne (ukrainisch Прикордонне; russisch Малоярославец Первый, rumänisch Malu-Mare, deutsch früher Wittenberg) ist ein Ort im Südwesten der ukrainischen Oblast Odessa mit etwa 600 Einwohnern (2001).
Das Dorf liegt im Westen des Rajon Bolhrad an der Grenze zur Republik Moldau und durch das Dorf verläuft die Territorialstraße T–16–44.

## Geschichte
Der Ort liegt in der historischen Landschaft Bessarabien. Das Gebiet von Bessarabien kam 1812 im Frieden von Bukarest vom osmanischen Vasallenstaat Fürstentum Moldau zusammen mit dem Budschak an das Russische Kaiserreich. Die Neuerwerbung wurde als Kolonisationsgebiet behandelt und zunächst dem Generalgouverneur von Neurussland zugeordnet. Zar Alexander I. rief in einem Manifest von 1813 deutsche Kolonisten ins Land, um die neu gewonnenen Steppengebiete in Neurussland zu kolonisieren. Hier gründeten 1815 deutsche Auswanderer Wittenberg. Der Ort gehört zu den 24 bessarabiendeutschen Mutterkolonien. Sie wurden von Einwanderern gegründet, während Tochterkolonien später von Bewohnern der Mutterkolonien gegründet wurden.
Von den Auswanderern, die sich hier 1815 niederließen, kamen einige deutsche Familien aus dem Warschauer Gebiet (vormals Preußisch-Polen), die zwischen 1796 und 1806 dorthin ausgewandert waren. Sie stießen auf Familien von schwäbischen Auswanderern aus Württemberg. Nach einer Überwinterung in moldauischen Dörfern begannen 138 Familien im Jahr 1816 mit dem Aufbau der Siedlung, die anfangs Mariental hieß. Später benannten russische Behörden sie in Malojaroslawez um, was in Anlehnung an die Schlacht bei Malojaroslawez von 1812  während des Vaterländischen Kriegs geschah. Auf Weisung der russischen Ansiedlungsbehörde wurden viele neu gegründete Siedlungen, wie auch Malojaroslawez, nach Orten von siegreichen Schlachten gegen Napoleon I. benannt. Im Volksmund der bessarabiendeutschen Bewohner hieß die Siedlung Wittenberg, was eine Abwandelung von Württemberg in schwäbischer Mundart war. In Wittenberg kam Andreas Widmer zur Welt.
Nach der sowjetischen Besetzung Bessarabiens im Sommer 1940, gedeckt vom Hitler-Stalin-Pakt, schlossen sich die bessarabiendeutschen Ortsbewohner im Herbst 1940 der Umsiedlung ins Deutsche Reich unter dem Motto Heim ins Reich an.

## Verwaltungsgliederung
Am 12. Juni 2020 wurde das Dorf ein Teil der Siedlungsgemeinde Tarutyne; bis dahin war es Teil der Landratsgemeinde Jarowe im Südwesten des Rajons Tarutyne.
Seit dem 17. Juli 2020 ist es ein Teil des Rajons Bolhrad.